# موريل روب
موريل روب (بالإنجليزية: Muriel Robb)‏ مواليد 13 مايو 1878 في نيوكاسل أبون تاين - الوفاة 12 فبراير 1907 في نيوكاسل أبون تاين، كانت لاعبة كرة مضرب إنجليزية. كما أنها إحدى بطلات الجراند سلام.

## الوفاة
توفيت موريل روب في 12 فبراير 1907 بسبب الورم اللمفي في سن الثامنة والعشرون.

## بطولات حققتها
- بطولة ويمبلدون